# Vadipatti
Vadipatti là một thị xã panchayat của quận Madurai thuộc bang Tamil Nadu, Ấn Độ.

## Nhân khẩu
Theo điều tra dân số năm 2001 của Ấn Độ, Vadipatti có dân số 21.780 người. Phái nam chiếm 50% tổng số dân và phái nữ chiếm 50%. Vadipatti có tỷ lệ 68% biết đọc biết viết, cao hơn tỷ lệ trung bình toàn quốc là 59,5%: tỷ lệ cho phái nam là 76%, và tỷ lệ cho phái nữ là 60%. Tại Vadipatti, 10% dân số nhỏ hơn 6 tuổi.